# نوینوالده
نوینوالده (به آلمانی: Neuenwalde) یک منطقهٔ مسکونی در آلمان است که در گشتلاند واقع شده‌است. نوینوالده ۱٬۷۴۷ نفر جمعیت دارد.